# قوات الحلفاء (حرب الخليج الثانية)
قوات الحلفاء هي قوات ضمت بعض من الدول العالم للدفاع عن المملكة العربية السعودية من الغزو العراقي وتحرير دولة الكويت.

## الدول المشاركة في التحالف
تشكلت قوات الائتلاف بقيادة الولايات المتحدة من الدول التالية:
الأرجنتين، أستراليا، البحرين، بنغلاديش، بلجيكا، كندا، تشيكوسلوفاكيا، الدانمارك، سوريا، فرنسا، ألمانيا، اليونان، إيطاليا، اليابان، الكويت، المغرب، هولندا، نيوزيلندا، النيجر، النرويج، عُمان، باكستان، بولندا، البرتغال، قطر، المملكة العربية السعودية، السنغال، كوريا الجنوبية، إسبانيا، مصر، تركيا، الإمارات العربية المتحدة، والمملكة المتحدة.

| قائمة أعداد جنود قوات التحالف بحسب الدولة | قائمة أعداد جنود قوات التحالف بحسب الدولة  | قائمة أعداد جنود قوات التحالف بحسب الدولة          |
| الدولة                                    | عدد الجنود                                 | ملاحظات                                            |
| ----------------------------------------- | ------------------------------------------ | -------------------------------------------------- |
| الولايات المتحدة                          | 575,000 - 697,000                          | عملية درع الصحراء عملية عاصفة الصحراء              |
| السعودية                                  | 52,000 - 100,000                           | عملية درع الصحراء عملية عاصفة الصحراء معركة الخفجي |
| المملكة المتحدة                           | 43,000 - 45,400                            | عملية درع الصحراء عملية عاصفة الصحراء              |
| مصر                                       | 33,600 - 35,000                            | عملية عاصفة الصحراء                                |
| فرنسا                                     | 18,000                                     |                                                    |
| سوريا                                     | 14,500                                     | عملية عاصفة الصحراء                                |
| المغرب                                    | 13,000                                     |                                                    |
| الكويت                                    | 9,900                                      | عملية عاصفة الصحراء                                |
| سلطنة عمان                                | 6,300                                      | عملية عاصفة الصحراء                                |
| باكستان                                   | 4,900 - 5,500                              |                                                    |
| كندا                                      | 4,500 منهم 2,700 شاركوا بالعمليات القتالية |                                                    |
| الإمارات العربية المتحدة                  | 4,300                                      | عملية عاصفة الصحراء                                |
| قطر                                       | 2,600                                      | معركة الخفجي                                       |
| بنغلاديش                                  | 2,200                                      |                                                    |
| أستراليا                                  | 1,800                                      |                                                    |
| إيطاليا                                   | 1,200                                      | ساهمت بطائرات تورنادو                              |
| هولندا                                    | 600                                        | قوات بحرية                                         |
| النيجر                                    | 600                                        |                                                    |
| السنغال                                   | 500                                        |                                                    |
| إسبانيا                                   | 500                                        | قوات بحرية                                         |
| البحرين                                   | 400                                        |                                                    |
| بلجيكا                                    | 400                                        |                                                    |
| كوريا الجنوبية                            | 314                                        | مساندة طبية ونقل                                   |
| أفغانستان                                 | 300                                        |                                                    |
| الأرجنتين                                 | 300                                        | قوات بحرية                                         |
| تشيكوسلوفاكيا                             | 200                                        | عملية درع الصحراء عملية عاصفة الصحراء              |
| اليونان                                   | 200                                        |                                                    |
| بولندا                                    | 200                                        | قوات بحرية ومساندة طبية                            |
| الفلبين                                   | 200                                        | مساندة طبية                                        |
| الدنمارك                                  | 100                                        |                                                    |
| المجر                                     | 50                                         |                                                    |
| النرويج                                   | 280                                        |                                                    |